# Sommernacht des Musicals
Die Sommernacht des Musicals ist eine Konzertreihe, die jährlich im Rahmen des Festivals Fantastival im Burgtheater der Stadt Dinslaken stattfindet. Veranstalter des Konzerts ist Bertram Ernst, Inhaber der Mönchspfeffer GmbH, die im Bereich der Live-Kommunikation tätig ist. Das Konzertformat gilt als bekannteste Musical-Fan Gala in Deutschland und präsentiert jedes Jahr in der Regel sechs Stars der deutschen Musicalszene mit einem Repertoire an Musicalliedern.

## Geschichte
Die erste Sommernacht des Musicals fand im Sommer 1999 im Burgtheater Dinslaken statt und wird seit Beginn von der Mönchspfeffer GmbH ausgerichtet. Der Inhaber Bertram Ernst ist zugleich der musikalische Leiter der Konzerte und begleitet die Solisten auf der Bühne am Keyboard. Ernst übernahm in einigen Jahren auch die Moderation neben Musicaldarstellern wie Patrick Stanke oder Serkan Kaya.
Die Konzerte zeichnen sich vor allem durch die Präsentation von in der Regel bekannten Musicalliedern in neuen Formationen aus. Im Jahr 2008 standen die beiden Ur-Elisabeths Pia Douwes und Maya Hakvoort aus dem gleichnamigen Musical erstmals gemeinsam für ein Duett auf der Bühne. Bekannt ist die Sommernacht des Musicals bei Fans der Musicalszene auch aufgrund unerwarteter und spontaner Showeinlagen wie Serkan Kayas „Wie werde ich Musicalstar?“ oder Patrick Stankes und Roberta Valentinis Version des Liebesduetts „Solange Ich Dich Hab“ aus dem Musical Wicked – Die Hexen von Oz, in dem Stanke und Valentini die Rollen tauschten.
In jedem Jahr steht ein anderes Musical im Fokus der ersten Hälfte des Konzerts, aus dem die Darsteller Lieder performen.

## Bisherige Solisten
- 1999: Andreas Bieber[8]
- 2000: Andreas Bieber, Katharina Debus, Carolin Fortenbacher, Ethan Freeman, Sanni Luis, David Moore[9]
- 2001: Martin Berger, Andreas Bieber, Carolin Fortenbacher, Ethan Freeman, Maya Hakvoort, Jessica Kessler, Peti van der Velde[9]
- 2002: Reinhard Brussmann, Jeff Cascaro, Ethan Freeman, Maya Hakvoort, Stefan Stara, Colby Thomas, Peti van der Velde[9]
- 2003: Maike Boerdam, Katharina Debus, Jerzy Jezke, Michael Lewis, David Moore, Oliver Nagy, John Partridge, Melanie Stara, Petra Weidenbach[10]
- 2004: Yngve Gasoy-Romdal, Maya Hakvoort, Jessica Kessler, Maricel, Felix Martin, John Partridge[11]
- 2005: Leah Delos Santos, Ethan Freeman, Yngve Gasoy-Romdal, Jessica Kessler, Maricel, Jesper Tydén[12]
- 2006: Andreas Bieber, Thomas Borchert, Eva Gullvåg Aasgaard, Patrick Stanke, Peti van der Velde, Sabrina Weckerlin[13]
- 2007: Andreas Bieber, Pia Douwes, Ethan Freeman (Ersatz für Yngve Gasoy-Romdal), Serkan Kaya, Jessica Kessler, Peti van der Velde[14]
- 2008 (10-jähriges Jubiläum): Reinhard Brussmann, Pia Douwes, Yngve Gasoy-Romdal, Maya Hakvoort, Jerzy Jeszke, Jessica Kessler, Maricel, Felix Martin, David Moore, Peti van der Velde[15]
- 2009: Ethan Freeman, Ana Milva Gomes, David Moore, Leila Valio, Sabrina Weckerlin, Anton Zetterholm[16]
- 2010: Ana Milva Gomes, Serkan Kaya, Uwe Kröger, Lucy Scherer, Patrick Stanke, Sabrina Weckerlin[17]
- 2011: Pia Douwes, Ethan Freeman, Serkan Kaya, Patrick Stanke, Willemijn Verkaik, Sabrina Weckerlin[18]
- 2012: Serkan Kaya, Patricia Meeden, Christian Alexander Müller, Patrick Stanke, Roberta Valentini, Sabrina Weckerlin[19]
- 2013: Rob Fowler, Jessica Kessler, Valerie Link, Maricel (Ersatz für Pia Douwes), Christian Alexander Müller, Patrick Stanke[20]
- 2014: Pia Douwes, Ethan Freeman, Ana Milva Gomes, David Moore, Patrick Stanke, Sabrina Weckerlin[21]
- 2015: Yngve Gasoy-Romdal, Alex Melcher, Zodwa Selele, Patrick Stanke, Roberta Valentini, Sabrina Weckerlin[22]
- 2016: Andreas Bieber, Patricia Meeden, Christian Alexander Müller, Mark Seibert, Willemijn Verkaik, Sabrina Weckerlin[23]
- 2017: Philipp Büttner, Mercedesz Csampai, Serkan Kaya, Zodwa Selele, Patrick Stanke, Sabrina Weckerlin
- 2018 (20-jähriges Jubiläum): Jan Ammann, Philipp Büttner, Elisabeth Hübert, Serkan Kaya, Zodwa Selele, Sabrina Weckerlin[24]